# Cyrtanthus contractus
Cyrtanthus contractus, también llamado por los nativos «Lirio de fuego» es una planta herbácea, perenne y bulbosa, perteneciente a la familia de las amarilidáceas. La planta posee la peculiaridad de florecer luego de un incendio forestal.

## Características

### Ubicación y Apariencia
Es originaria de Sudáfrica, Cabo Oriental, donde se encuentra desde las zonas del interior hacia el norte. Es una especie perenne con flores de color rojo o anaranjado, péndulas y con forma de trompeta que naturalmente aparecen a principios de octubre, sus tallos son de color malva o rojo y las hojas solo aparecen después de la floración.

### Crecimiento
El «Lirio de fuego» crece en suelos bien drenados, ligeramente ácidos y arenosos, con un fondo compuesto de corteza de árboles y arbustos secos y descompuestos como capa de compost. Crece mejor en zonas donde las lluvias son esporádicas. Dentro del Género Cyrtanthus las especies de hoja perenne en general son más fáciles de cultivar que las especies de hoja caduca.
Habitualmente pueden encontrarse a un lado de los caminos, donde pueden crecer libremente sin ser atacados por el ganado. Cortar las flores o retirar la planta del sitio donde germinó es ilegal en Sudáfrica.